# Абрикосівка (Євпаторійський район)
Абрико́сівка (до 1948 року — Унгу́т; крим. Unğut) — село Євпаторійського району Автономної Республіки Крим.
Відстань від райцентру до населеного пункта становить 16 кілометрів по прямій.

## Географія

### Клімат
| Клімат Абрикосівки        | Клімат Абрикосівки | Клімат Абрикосівки | Клімат Абрикосівки | Клімат Абрикосівки | Клімат Абрикосівки | Клімат Абрикосівки | Клімат Абрикосівки | Клімат Абрикосівки | Клімат Абрикосівки | Клімат Абрикосівки | Клімат Абрикосівки | Клімат Абрикосівки | Клімат Абрикосівки |
| Показник                  | Січ.               | Лют.               | Бер.               | Квіт.              | Трав.              | Черв.              | Лип.               | Серп.              | Вер.               | Жовт.              | Лист.              | Груд.              | Рік                |
| Середній максимум, °C     | 4,1                | 4,8                | 8,1                | 15,3               | 20,7               | 25,1               | 27,8               | 27,4               | 22,8               | 16,6               | 10,9               | 6,6                | 15                 |
| Середня температура, °C   | 0,7                | 1,4                | 4,1                | 10,5               | 15,6               | 19,8               | 22,3               | 21,8               | 17,5               | 11,9               | 7,3                | 3,4                | 11                 |
| Середній мінімум, °C      | −2,6               | −2                 | 0,2                | 5,7                | 10,6               | 14,6               | 16,9               | 16,3               | 12,2               | 7,3                | 3,7                | 0,3                | 6                  |
| Норма опадів, мм          | 36                 | 32                 | 28                 | 30                 | 29                 | 41                 | 41                 | 33                 | 42                 | 32                 | 36                 | 44                 | 424                |
| ------------------------- | ------------------ | ------------------ | ------------------ | ------------------ | ------------------ | ------------------ | ------------------ | ------------------ | ------------------ | ------------------ | ------------------ | ------------------ | ------------------ |
| Джерело: climate-data.org |                    |                    |                    |                    |                    |                    |                    |                    |                    |                    |                    |                    |                    |